# Кингс-Хайвей (линия Брайтон, Би-эм-ти)
|     |   |   |     |     |   |   |     |
| · л | · | · | · э | · э | · | · | · л |

|     |   |   |     |     |   |   |     |
| · л | · | · | · э | · э | · | · | · л |

«Кингс-Хайвей» (англ. Kings Highway) — станция Нью-Йоркского метрополитена, расположенная на линии Брайтон, Би-эм-ти. Станция находится в Бруклине, в границе округов Мидвуд, между Восточной 15-й и Восточной 16-й улицами, в районе их пересечения с Кингс Хайвэем. На станции останавливаются маршруты B (в будни днём и вечером до 23:00) и Q (круглосуточно). Экспресс-пути используются маршрутом B (в будни днём и вечером до 23:00). Локальные пути используются маршрутом Q (круглосуточно).
Станция является наземной, расположена на четырехпутной линии и представлена двумя островными платформами. Имеются навесы, каждый из которых поддерживают два ряда красных колонн. На колоннах также имеются таблички с названием станции. Станция реконструировалась в 2009 — 2011 годах. В ходе реконструкции были добавлены лифты, отремонтированы платформы и вестибюли. Теперь станция входит в число доступных для пассажиров с ограниченными возможностями.
Станция имеет три выхода. Первые два выхода приводят к Кингс Хайвэю (один к южной стороне, другой — к северной), они были открыты вместе со станцией и отремонтированы в 1980-х годах. Южный выход Кингс Хайвэя представлен лестницами, которые ведут в вестибюль под платформами, где располагается турникетный павильон. Северный выход Кингс Хайвэя представлен только полноростовыми турникетами (по три к каждой платформе), которые работают как на вход, так и на выход. Для удобства пассажиров рядом с турникетами поставили автомат для продажи билетов.
Третий выход расположен с южного конца станции и работает не постоянно. Он представлен так же как и первый: вестибюль с турникетами и лестницы на каждую платформу. Этот выход был открыт для того, чтобы разгрузить первые два, т. к. те не справлялись с растущим пассажиропотоком. Третий выход приводит к перекрестку Восточной 16-й улицы с Квентин-роуд.
К югу от станции располагается несколько съездов, которые связывают между собой все четыре пути. Эти съезды не используются для маршрутного движения поездов — только во время перебоев в движении. Одной из причин этого стала реконструкция станций всей BMT Brighton Line, которая закончилась в декабре 2011 года.

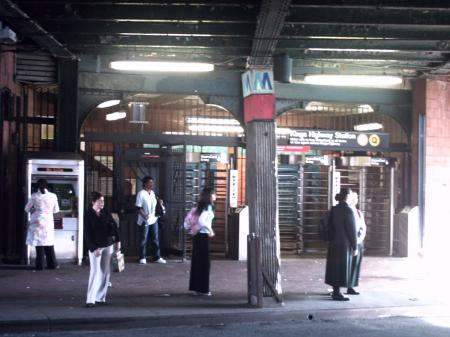
Выход с северного конца станции
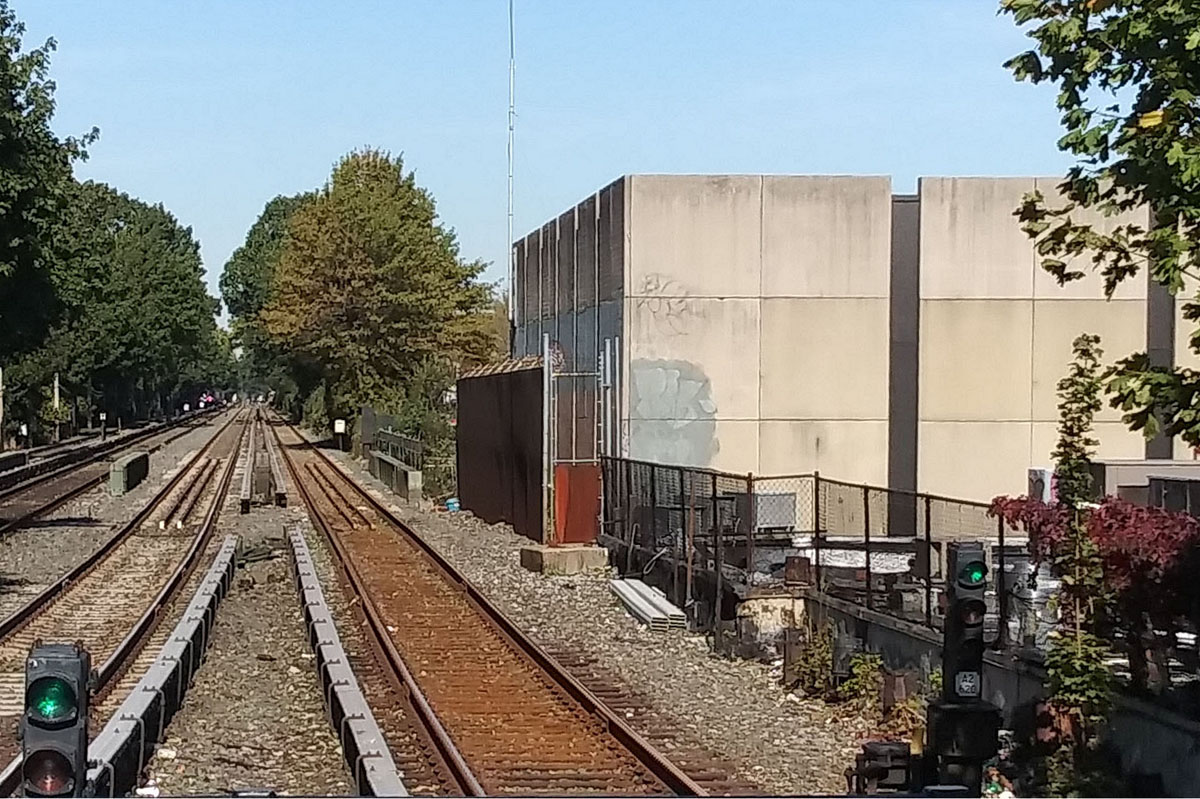
Вид на север
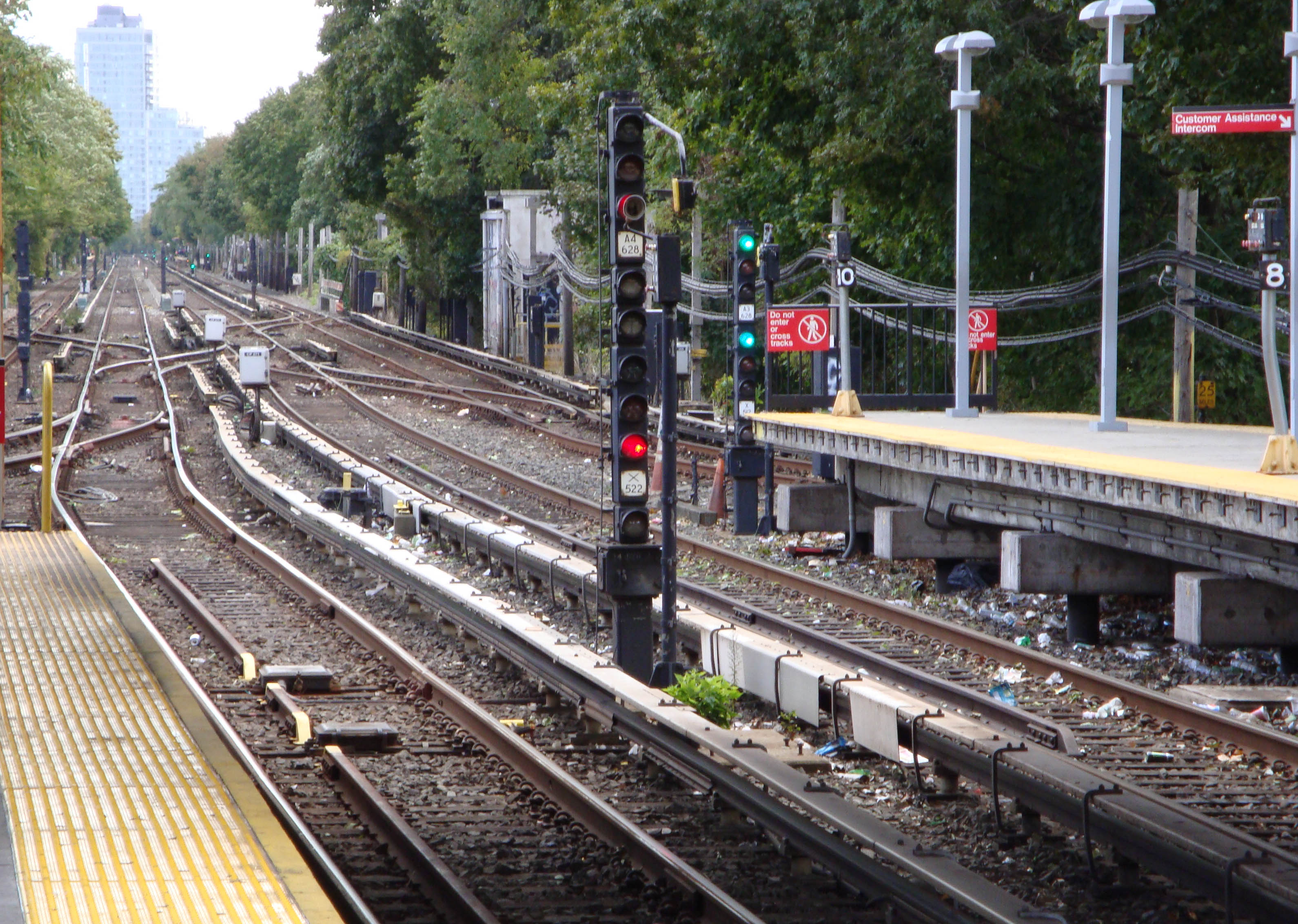
К югу от станции